# Włodzimierz Smolarek
Włodzimierz Wojciech Smolarek (Aleksandrów Łódzki, 16 de juliol de 1957 - Aleksandrów Łódzki, 7 de març de 2012) fou un futbolista polonès de la dècada de 1980.

## Trajectòria
Destacà com a jugador del Widzew Łódź i del FC Utrecht. També fou internacional amb la selecció polonesa 60 cops, amb la qual participà en els Mundials de 1982 i 1986.
El seu fill Euzebiusz, també fou futbolista.

## Referències

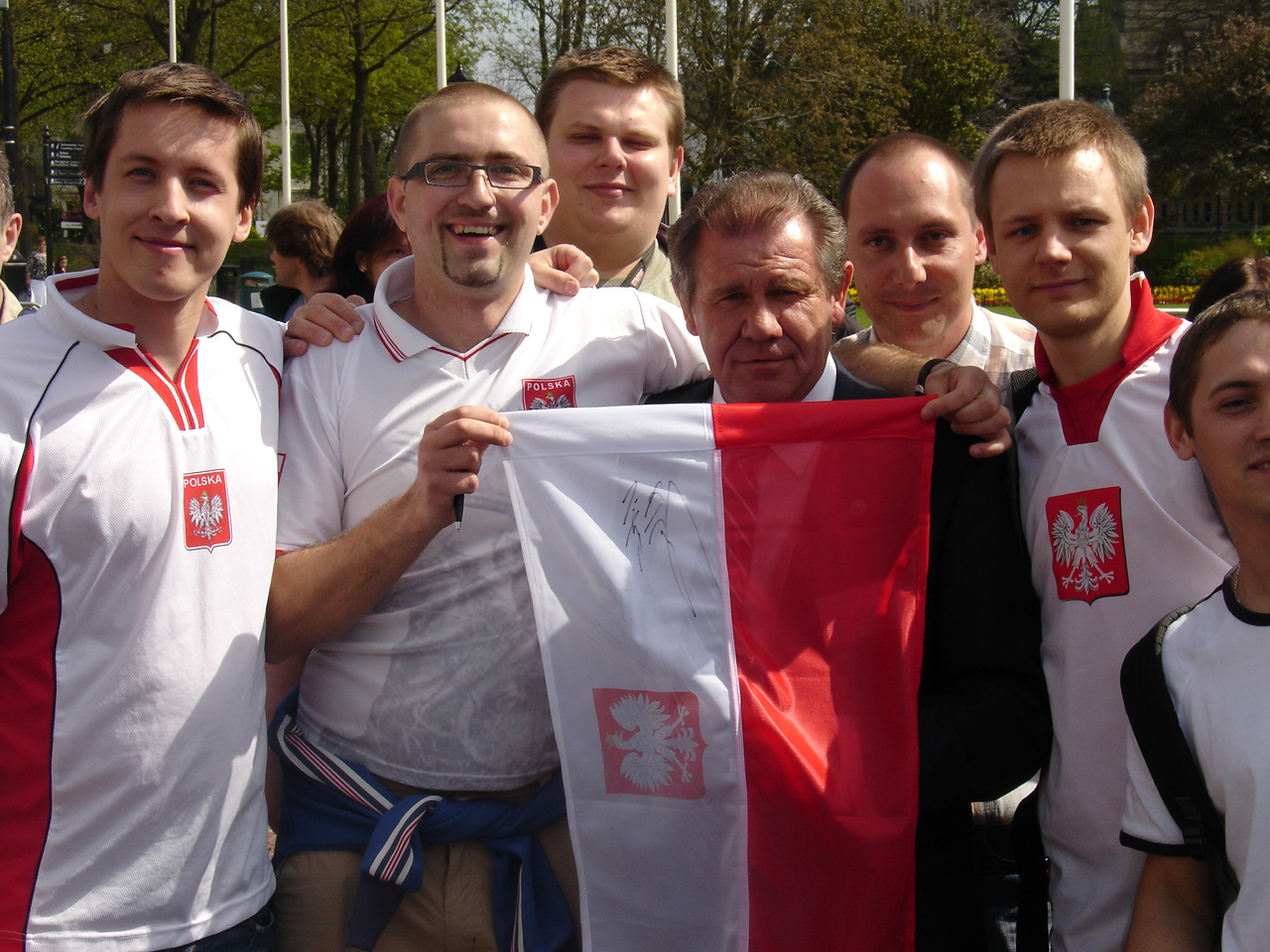
Smolarek darrera la bandera polonesa.